# Морозова, Мария Васильевна
Мария Васильевна Морозова (11 [24] июня 1904, Старые Борки, Пензенская губерния — январь 1992, Саранск) — советский врач-хирург; депутат Верховного Совета РСФСР (1951—1959).

## Биография
Родилась в 1904 году в деревне Старые Борки в крестьянской мокшанской семье. Член ВКП(б).
Выпускница Пензенского медицинского техникума, Куйбышевского государственного медицинского института. В 1938 году — врач Торбеевской районной больницы, с 1939 работала в Рыбкинском райздравотделе. Участница Великой Отечественной войны, врач эвакогоспиталя № 1314 (1941—1944). В 1944—1968 годы — ординатор, хирург, заведующая 2-м хирургическим отделением Мордовской республиканской клинической больницы.
Была избрана депутатом Верховного Совета Мордовской АССР (1947), Верховного Совета РСФСР 3-го (1951—1955) и 4-го (1955—1959) созывов.
Умерла в январе 1992 года в Саранске.

## Награды и признание
- орден Ленина
- орден «Знак Почёта»
- медали
- Заслуженный врач РСФСР (1960)
- Заслуженный врач Мордовской АССР (1949).